# Донецький парк кованих фігур
Донецький парк кованих фігур — унікальний в Європі парк, музей просто неба предметів ковальського мистецтва, закладений в Донецьку 2001 року у Ворошиловському районі міста, на території скверу біля Донецького міськвиконкому за адресою:
місто Донецьк, вулиця Артема, 98.
Від 2005 року у третю неділю вересня в парку щорічно проводиться міжнародний фестиваль ковальської майстерності «Парк кованих фігур». Найкращі роботи залишаються в парку, як подарунок місту.
Поруч із кованими скульптурами розташувалася галявина казок, на якій стоять вирізні з липи й граба цільні дерев'яні скульптури казкових героїв.

## Історія

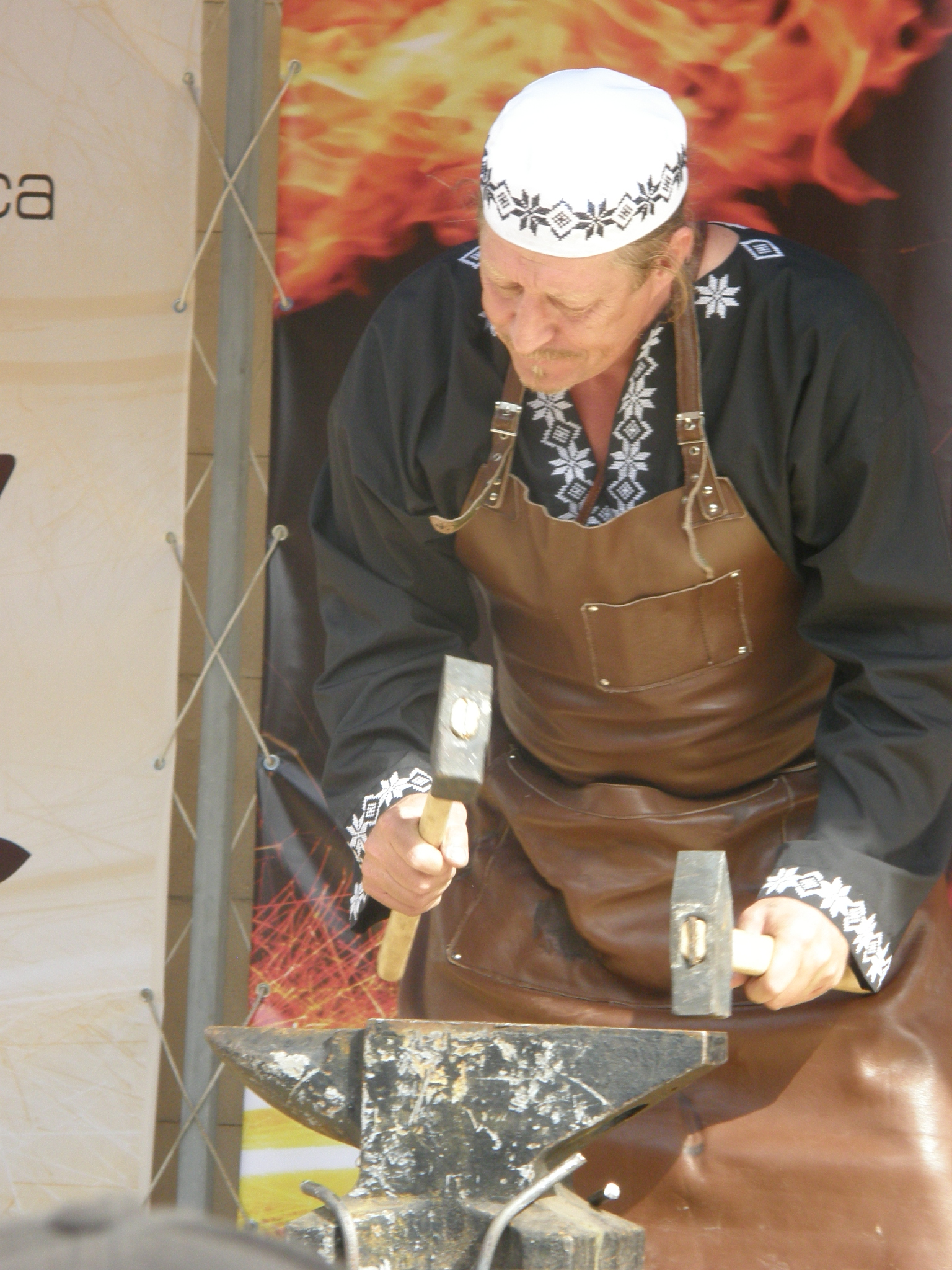
Автор ідеї парку та фестивалю коваль Віктор Бурдук

Місто Донецьк має давні ковальські традиції: 1900 року на Міжнародній промисловій виставці в Парижі премію гран-прі здобула пальма, яку викував зі сталевої рейки коваль Юзівського металургійного заводу Олексій Мерцалов. Відтоді вона відома як Пальма Мерцалова і стала головним символом Донеччини, зображена на гербі Донецької області.
Донецький парк кованих фігур виник 2001 року за ініціативою директора Донецького ковальського підприємства «Гефест» Віктора Бурдука, Заслуженого діяча мистецтв України, який подарував Донецькій міській раді букет кованих троянд як символ «Донецька — міста мільйона троянд» (цей статус місто повернуло собі в 2009—2010 роках). Того самого 2001 року у сквері на подвір'ї Донецького міськвиконкому разом із Букетом троянд встановили ще 10 кованих скульптур.
2002 року у парку встановлено ще 19 скульптур, їх кількість сягнула 30. 2003 рік позначився появою двох альтанок: Української, яка на виставці «Мілленіум-2000» в німецькому місті Ганновері виборола гран-прі, та альтанки Чотири дракони. 2004 року у парку з'явилась центральна Альтанка закоханих, встановлена на перехресті усіх доріжок парку. Її прикрашають квіткові візерунки, фігурки амурів та серця. В наступні роки чимало щойно одружених донеччан додали й свої елементи — замочки закоханих.
2005 року у парку з'явилася алея Знаки зодіаку. У Парку пройшов VII міжнародний фестиваль ковальської майстерності. У рамках фестивалю відбувся 1-й чемпіонат України з ковальського багатоборства. Тури змагань включали: розпалення горна до температури горіння сталі, витяжка заготівлі, закручування кінця заготівлі в шайбу, зав'язування вузла, виготовлення кільця, ковальське зварювання, виготовлення заготівлі для гайки під ключ. 2006 року у парку з'явилася алея із 12 казкових персонажів, виготовлених майстрами із 7 регіонів України. Відбувся черговий VIII міжнародний фестиваль ковальської майстерності. 2007 року IX фестиваль «Парк кованих фігур», в якому взяли участь близько 150 майстрів із 10 країн світу, подарував парку Алею арок — між 10 кованими арками висотою 5 метрів встановлені з обох боків 16 кованих лав, кожна з яких неповторна. В ході самого фестивалю майстри виготовили одинадцяту Арку дружби. Загальна кількість скульптур в парку на 2007 рік сягнула 93.

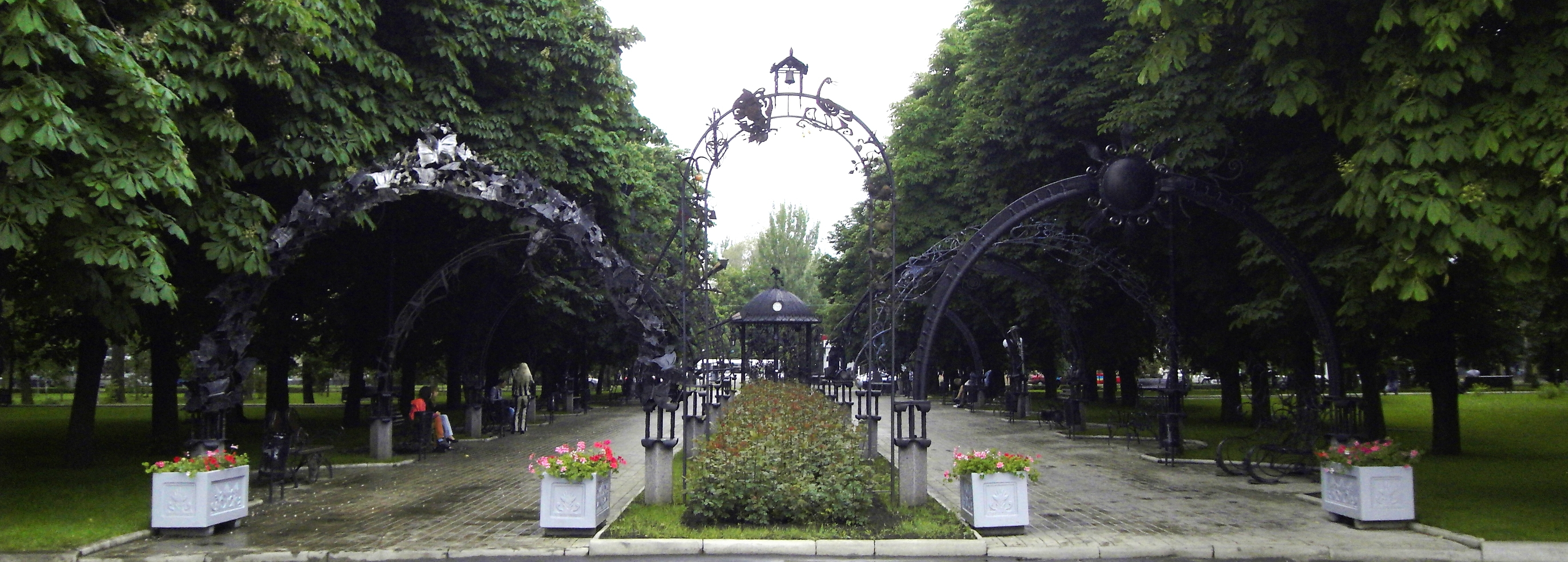
Алея арок Парку кованих фігур

2008 року в парку відбувся черговий X фестиваль «Парк кованих фігур», в якому взяли участь, очно і заочно, близько 300 майстрів-ковалів. Центральним проектом фестивалю стала «Алея Кілець», оскільки того року Донецьк був офіційно прийнятий в «Кільце європейських міст-ковалів». Напередодні фестивалю майстри різних міст України, Росії та Білорусі виготовили і направили в Донецьк 10 вертикальних кілець висотою 1 метр, а також 7 авторських кованих лав. В ході самого фестивалю ковалі виготовили 22 фігури, які встановили на місточку, який проходить через 4 вертикальне кільце. Ковану композицію встановили на центральному вході до парку з вулиці Університетської.

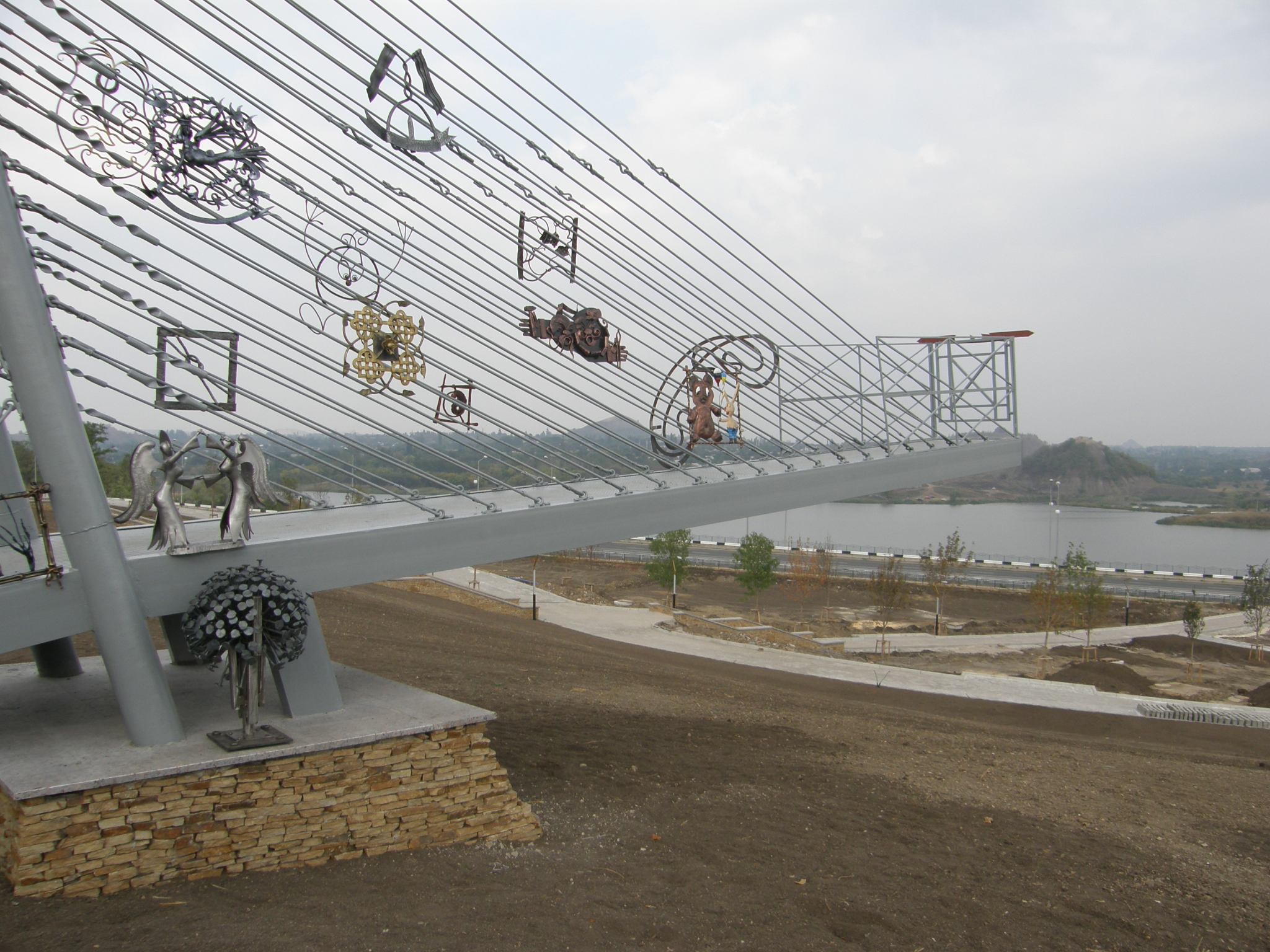
Міст Дружби, відкритий у Міському парку культури і відпочинку

Головною подією фестивалю 2009 року стало відкриття алеї «Улюбленому місту 140 років», серед інших фігур парк здобув ковану копію Кубка УЄФА, створену донецькими майстрами. Її урочисто передав місту головний тренер футбольного клубу «Шахтар» Мірча Луческу. Серед 120 учасників-чоловіків фестивалю була й учасниця-коваль із Пермі Ольга Стенно, яка, займаючись ковальством три роки, на той час вже встигла здобути гран-прі ковальського фестивалю «Сто років авіації» в Ульяновську. Також на фестивалі 2009 року свою майстерність продемонстрували учасники лицарських турнірів у Генуезькій фортеці в Судаку.
На фестивалі 2010 року відкрилась «Алея майстрів», а також майстрами-учасниками спільно створений Міст Дружби, встановлений у Міському парку культури і відпочинку. В продовження традиції лицарського двобою силове шоу продемонстрував український спортсмен, чемпіон України з пауерліфтингу Дмитро Халаджі, автор понад двох десятків силових рекордів, занесених до Книги рекордів України, Книгу рекордів Росії, Всесвітню Книгу рекордів Гіннеса. Також відбувся перший конкурс ковальського костюму.

## Галерея
Романтична підбірка

Альтанка Закоханих
Закохані
Королева краси
Лелека із малюком від I Параду наречених

Спорт та інше

Кубок УЄФА, копія
Швидкий м'яч
Скрипалька
Альтанка Чотири дракони